# 菅原祐輝
菅原 祐輝（すがわら ゆうき、1995年4月7日 - ）は、日本のラグビー選手。ジャパンラグビーリーグワンの釜石シーウェイブスRFCに所属。

## プロフィール
- 宮城県亘理町出身。
- ポジションはウィング(WTB)。
- 身長 169 cm、体重 73 kg

## 略歴
2011年、亘理町立亘理中学校卒業後、仙台育英高校に入学する。
2014年、仙台育英高校卒業後、釜石シーウェイブスに加入。また同年に第69回国民体育大会（愛称長崎がんばらんば国体）のラグビーフットボール競技成年の部に岩手県成年男子代表で選ばれた。なお仙台育英高校時代、花園へ3度出場した。
2015年、トップリーグ東芝ブレイブルーパスへ2週間国内留学した。
2017年9月10日に行われたジャパンラグビートップチャレンジリーグ第1節の三菱重工相模原ダイナボアーズ戦に先発出場で公式戦初出場を果たした。